# Aneilema taylorii
Aneilema taylorii är en himmelsblomsväxt som beskrevs av Charles Baron Clarke. Aneilema taylorii ingår i släktet Aneilema och familjen himmelsblomsväxter. Den förekommer från sydöstra Kenya till nordöstra Tanzania. Inga underarter finns listade.